# Альберт Гвардадо
Альберт Гвардадо (англ. Albert Guardado; 11 липня 1973) — американський професійний боксер, призер чемпіонату світу серед аматорів.

## Аматорська кар'єра
На чемпіонаті світу 1993 завоював бронзову медаль.
- В 1/8 фіналу переміг Мохамеда Хаюн (Алжир) — 11-1
- В чвертьфіналі переміг Мартіна Макквілана (Ірландія) — RSC 1
- В півфіналі програв Ншану Мунчяну (Вірменія) — 2-7

На Іграх доброї волі 1994 переміг Йоні Турунена (Фінляндія), програв Чхве Юн Ук (Південна Корея) і завоював бронзову медаль.
На Панамериканських іграх 1995 переміг Хосе Карлос Гімараес (Бразилія) і Денієла Реєса (Колумбія), а у півфіналі програв Хуану Раміресу (Куба).
На Олімпійських іграх 1996 переміг Гілера Модіраділо (Ботсвана) і Анікет Расоанайво (Мадагаскар), а у чвертьфіналі програв Олегу Кирюхіну (Україна) — 14-19.

## Професіональна кар'єра
Дебютував на профірингу 1997 року і здобув 5 перемог, після чого зазнав двох поразок і завершив виступи.